# جيمس كون
جيمس كون (بالإنجليزية: James Kuhn)‏ هو فنان أمريكي، ولد في 19 نوفمبر 1961.